# Friedrich von der Groeben (General, 1827)
Friedrich Wilhelm Walter Graf von der Groeben (* 13. September 1827 in Berlin; † 25. Oktober 1889 ebenda) war ein preußischer Generalleutnant.

## Leben

### Herkunft
Friedrich war ein Sohn des preußischen Generals der Kavallerie Karl von der Groeben (1788–1876) und dessen Ehefrau Selma, geborene Freiin von Dörnberg (1797–1876). Sein Bruder Georg (1817–1894) avancierte zum General der Kavallerie, der weiterer Bruder Günther (1832–1900) wurde ebenfalls Generalleutnant.

### Militärkarriere
Groeben studierte zunächst in Bonn und Berlin. Ab dem 1. Oktober 1847 leistete er als Einjährig-Freiwilliger seinen Militärdienst im 2. Garde-Ulanen-(Landwehr-)Regiment ab, nahm an der Niederschlagung der Märzrevolution in Berlin teil und wurde Anfang Oktober 1848 zur Reserve entlassen. Am 1. Juni 1849 trat er als Avantageur in das 9. Husaren-Regiment ein und nahm im gleichen Jahr mit dem Verband anlässlich der Badischen Revolution an den Gefechten bei Bobenheim, Ludwigshafen, Waghäusel, Durlach und Kuppenheim teil. Unter Beförderung zum Sekondeleutnant wurde Groeben Mitte August 1849 dem 2. Garde-Ulanen-(Landwehr-)Regiment aggregiert und Mitte März 1850 einrangiert. Zur weiteren Ausbildung absolvierte er 1853/56 die Allgemeine Kriegsschule, stieg zum Premierleutnant auf und war ab Juni 1858 zur Topographischen Abteilung des Großen Generalstabes kommandiert. Unter Überweisung zum Generalkommando des VII. Armee-Korps schloss sich als Hauptmann am 19. Februar 1859 seine Versetzung in den Großen Generalstab an. Von Ende November 1861 bis Anfang März 1863 war er Groeben Eskadronchef im Westfälischen Dragoner-Regiment Nr. 7 und wurde anschließend in den Großen Generalstab rückversetzt. Mitte März avancierte er zum Major, wurde dem Generalstab der Armee aggregiert und zur Gesandtschaft in Wien kommandiert. Der Beginn des Krieges gegen Österreich beendete im Juni 1866 dieses Kommando. Groeben wurde dem Generalstab im Großen Hauptquartier zugeteilt und nahm in dieser Stellung an der Schlacht bei Königgrätz teil.
Für sein Wirken mit dem Kronenorden III. Klasse mit Schwertern ausgezeichnet, wurde Groeben nach dem Friedensschluss zunächst Mitte Oktober 1866 in den Großen Generalstab einrangiert und Ende des Monats zum Kommandeur des 1. Brandenburgischen Ulanen-Regiments (Kaiser von Rußland) Nr. 3 in Fürstenwalde/Spree ernannt. Er stieg bis Mitte Juni 1869 zum Oberst auf und erhielt durch seinen Regimentschef Kaiser Alexander II. den Sankt-Stanislaus-Orden II. Klasse mit Krone sowie den Orden der Heiligen Anna II. Klasse.
Im Krieg gegen Frankreich führte Groeben sein Regiment 1870/71 in den Schlachten bei Vionville, Gravelotte und Orléans. Bei Le Mans hatte er im Januar 1871 die Führung der Avantgarde der 5. Infanterie-Division inne. Neben beiden Klassen des Eisernen Kreuzes würdigte man ihn durch die Verleihung des Ordens des Heiligen Georg IV. Klasse.
Nach dem Krieg war Groeben von März bis Juli 1872 zur Vertretung des beurlaubten Kommandeur des Kurmärkischen Dragoner-Regiments Nr. 14 kommandiert und wurde am 12. April 1873 unter Stellung à la suite seines Regiments zum Kommandeur der 13. Kavallerie-Brigade in Münster ernannt. In gleicher Eigenschaft war er ab dem 12. Juli 1873 bei der 5. Kavallerie-Brigade in Frankfurt (Oder) tätig und avancierte Anfang September 1873 zum Generalmajor. Unter Verleihung des Roten Adlerordens II. Klasse mit Eichenlaub wurde Groeben am 15. Juni 1875 mit Pension zur Disposition gestellt. Nach seiner Verabschiedung erhielt er am 3. Juli 1880 den Charakter als Generalleutnant.
Groeben verstarb unverheiratet und wurde nach seinem Tod am 28. Oktober 1889 zur Beisetzung auf den Familiensitz Neudörfchen bei Marienwerder überführt.